# 猪子利男
猪子 利男（いのこ としお、1921年5月24日 - 1998年5月26日）は、愛知県中島郡一宮町（現：一宮市）出身のプロ野球選手。

## 来歴・人物
東邦商業では春夏合わせて5度の甲子園に出場し、第16回選抜野球大会ではレギュラー遊撃手として優勝を経験した。
1941年に南海軍へ入団し、1942年には33犠打を記録している。これは当時のプロ野球記録でもあり、1965年に近藤昭仁（大洋）が41犠打で更新するまで、23年間も破られなかった。また、長年球団記録でもあったが、2009年に川﨑宗則が43犠打、2010年には本多雄一が50犠打で記録を更新した。
1944年に応召。終戦後は福井県の紡績会社で働いていたが、1948年に函館太洋倶楽部へ入団し、主将として都市対抗野球大会へ出場するなど1952年までプレーした。
その後も、函館太洋倶楽部創部90年を記念して設立されたOB会の初代会長に就任するなど、後進の指導に力を入れていたが、1998年5月26日に死去した。77歳の誕生日を迎えた2日後のことであった。

## 詳細情報

### 年度別打撃成績
| 年 度     | 球 団     | 試 合 | 打 席 | 打 数 | 得 点 | 安 打 | 二 塁 打 | 三 塁 打 | 本 塁 打 | 塁 打 | 打 点 | 盗 塁 | 盗 塁 死 | 犠 打 | 犠 飛 | 四 球 | 敬 遠 | 死 球 | 三 振 | 併 殺 打 | 打 率 | 出 塁 率 | 長 打 率 | O P S |
| --------- | --------- | ----- | ----- | ----- | ----- | ----- | -------- | -------- | -------- | ----- | ----- | ----- | -------- | ----- | ----- | ----- | ----- | ----- | ----- | -------- | ----- | -------- | -------- | ----- |
| 1941      | 南海      | 43    | 135   | 120   | 14    | 23    | 1        | 0        | 0        | 24    | 6     | 1     | --       | 4     | --    | 11    | --    | 0     | 10    | --       | .192  | .260     | .200     | .460  |
| 1942      | 南海      | 105   | 425   | 349   | 35    | 69    | 8        | 3        | 1        | 86    | 17    | 16    | 6        | 33    | --    | 42    | --    | 1     | 28    | --       | .198  | .286     | .246     | .532  |
| 1943      | 南海      | 82    | 367   | 317   | 23    | 55    | 3        | 4        | 1        | 69    | 11    | 18    | 7        | 9     | --    | 38    | --    | 3     | 21    | --       | .174  | .268     | .218     | .486  |
| 通算：3年 | 通算：3年 | 230   | 927   | 786   | 72    | 147   | 12       | 7        | 2        | 179   | 34    | 35    | 13       | 46    | --    | 91    | --    | 4     | 59    | --       | .187  | .275     | .228     | .503  |

### 背番号
- 10 （1941年 - 1944年）